# Taxine

Structure chimique de la taxine A.

Structure chimique de la taxine B.

La taxine est un mélange d'alcaloïdes produit par l'If (Taxus baccata). Il est composé de taxine A (C35H47NO10, de numéro CAS 1361-49-5), taxine B (C33H45NO8, de numéro CAS 1361-51-9), et leurs dérivés tels que le 2-diactylétaxine A, isotaxine B et 1-dioxytaxine B.

## Toxicité
La taxine gêne les échanges de sodium et de calcium, s'attaquant particulièrement aux canaux à ions du cœur. Les symptômes sont une perte de l'appétit, des tremblements des membres, une baisse de la température corporelle, une faiblesse musculaire, des convulsions, ou une baisse de la pression artérielle. La mort est généralement provoquée par un arrêt cardiaque, et a lieu rapidement après ingestion.
En outre, les taxines interfèrent avec la division cellulaire (mitose ou méiose), ce qui permet de lutter contre le cancer. Cependant, les molécules sont trop dangereuses pour être utilisées préventivement.

## Fiction
- La romancière Agatha Christie fait de la taxine l'arme du crime dans Une poignée de seigle (1953)[5].